# Список адміністраторів NASA

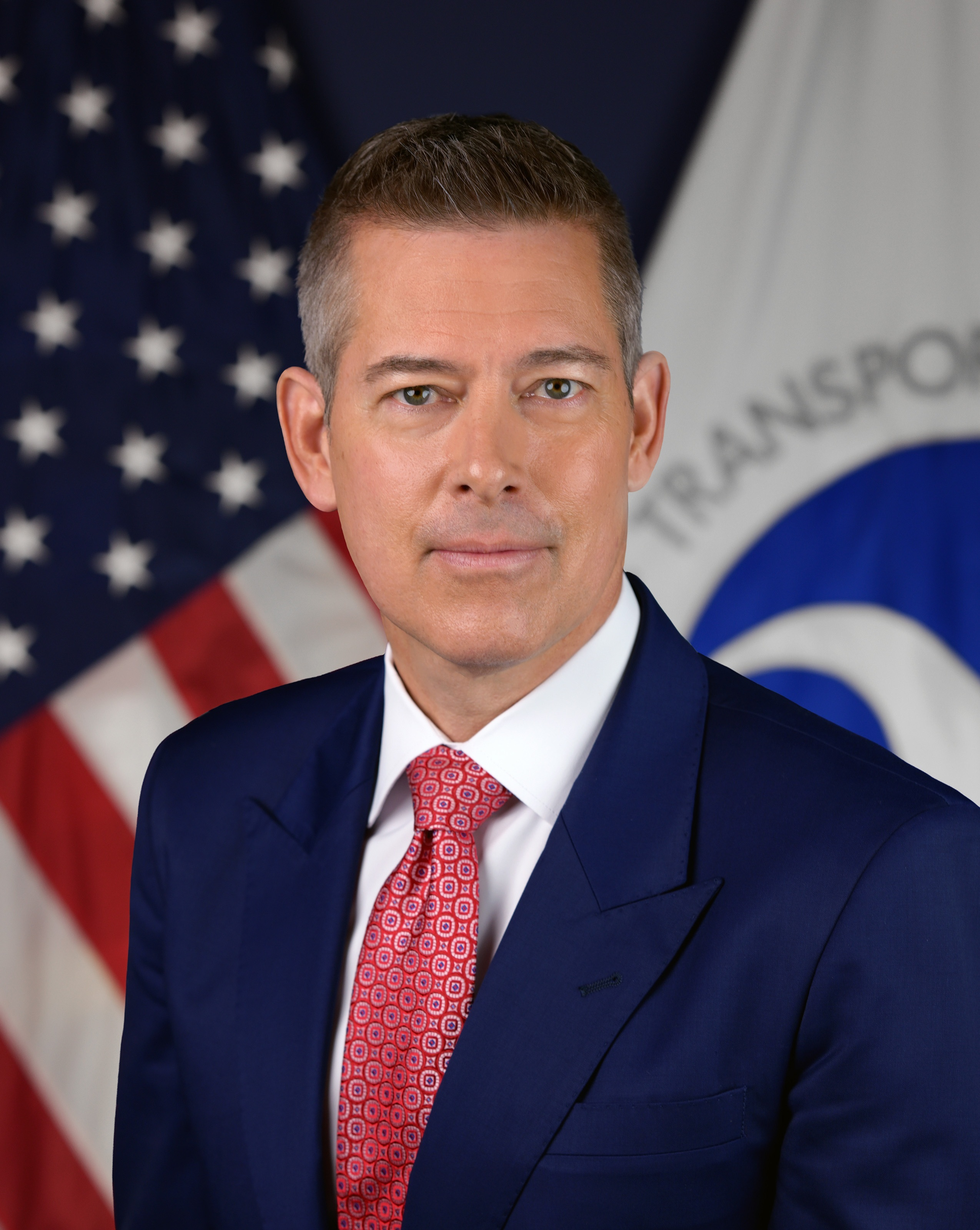
Шон Даффі, нинішній тимчасовий адміністратор NASA з 5 липня 2025 року.

Адміністратор Національного управління з аеронавтики і дослідження космічного простору (далі — адміністратор NASA) — найвища офіційна посада в NASA. Адміністратор приймає різноманітні рішення, формуючи візію та, розробляючи стратегію NASA, бере участь у формуванні космічної політики США. Зокрема, адміністратор визначає пріоритетні напрями досліджень та перелік пріоритетних космічних програм, визначає розподіл коштів на них та оцінює продуктивність організації. Безпосередніми помічниками адміністратора NASA є заступник адміністратора, помічник заступника адміністратора, головний інженер, головний інформаційний директор, директор наукового напрямку та головний технолог.
Адміністратора NASA призначає президент Сполучених Штатів та затверджує Сенат. До офіційного затвердження Сенатом, обов'язки адміністратора виконує тимчасовий адміністратор, а особа, номінована президентом на посаду адміністратора, називається ймовірним кандидатом в адміністратори (англ. presumptive nominee). Тимчасовий адміністратор може стати наступним адміністратором, якщо буде висунутий президентом і затверджений Сенатом, в інших випадках на посаду адміністратора обирають іншу особу.
Нинішнім адміністратором є чинний міністр транспорту США Шон Даффі, якого президент Дональд Трамп призначив виконуючим обов'язки 9 липня 2025 року. Він замінив Джанет Петро, яка виконувала обов'язки адміністратора після відставки Білла Нельсона 20 січня 2025 року. Підприємець і Джаред Айзекман був висунутий Трампом (під час його перебування на посаді президента) 4 грудня 2024 року, але його висунення було відкликано 31 травня, як повідомляється, через його зв'язки з Ілоном Маском та пожертви політикам-демократам, які виступають проти Трампа.

## Історія
Посада адміністратора запроваджена одночасно зі створенням організації в 1958 році. Першим адміністратором став Томас Кейтс Гленнан, який систематизував та об'єднав розрізнені програми з дослідження космічного простору, які тоді були активними в США. Найдовше — майже 10 років — на посаді перебував Деніел Голдін, який найбільш відомий впровадженням підходу «швидше, якісніше, дешевше» (англ. «faster, better, cheaper»).
Єдиним адміністратором, що перебував на посаді двічі, був Джеймс Флетчер, який повернувся в NASA після катастрофи шатла «Челленджер». Першою і наразі єдиною жінкою на посаді адміністратора є Джанет Петро.

## Список адміністраторів
За всю історію NASA, організацією керувало 14 адміністраторів. У таблиці наведено їхні імена, портрети або фотографії, дати перебування на посаді та президенти США, за яких вони перебували на посаді. У випадках, коли особа була адміністратором за кількох президентів, була і адміністратором і тимчасовим адміністратором, або (у випадку Джеймса Флетчера) двічі перебувала на посаді, вказано загальний термін перебування на посадах.
| №  | Зображення | Ім'я (українською)   | Дати перебування на посаді        | Днів на посаді | За президентства                                       | Прим.  |
| -- | ---------- | -------------------- | --------------------------------- | -------------- | ------------------------------------------------------ | ------ |
| 1  |            | Томас Гленнан        | 19 серпня 1958 — 20 січня 1961    | 885            | Дуайт Ейзенхауер                                       | [ 6 ]  |
| 2  |            | Джеймс Вебб          | 14 лютого 1961 — 7 жовтня 1968    | 2816           | Джон Кеннеді Ліндон Джонсон                            | [ 10 ] |
| 3  |            | Томас Пейн           | 21 березня 1969 — 15 вересня 1970 | 707            | Ліндон Джонсон Річард Ніксон                           | [ 11 ] |
| 4  |            | Джеймс Флетчер       | 27 квітня 1971 — 1 травня 1977    | 3258           | Річард Ніксон Джеральд Форд Джиммі Картер              | [ 12 ] |
| 5  |            | Роберт Фрош          | 21 червня 1977 — 20 січня 1981    | 1309           | Джиммі Картер                                          | [ 13 ] |
| 6  |            | Джеймс Беггс         | 10 липня 1981 — 4 грудня 1985     | 1608           | Рональд Рейган                                         | [ 14 ] |
| 7  |            | Джеймс Флетчер       | 12 травня 1986 — 8 квітня 1989    | 3258           | Рональд Рейган Джордж Герберт Вокер Буш                | [ 12 ] |
| 8  |            | Річард Трулі         | 1 линпя 1989 — 31 березня 1992    | 1052           | Джордж Герберт Вокер Буш                               | [ 15 ] |
| 9  |            | Деніел Голдін        | 1 квітня 1992 — 17 листопада 2001 | 3571           | Джордж Герберт Вокер Буш Білл Клінтон Джордж Вокер Буш | [ 16 ] |
| 10 |            | Сін О'Кіфі           | 21 грудня 2001 — 11 лютого 2005   | 1148           | Джордж Вокер Буш                                       | [ 17 ] |
| 11 |            | Майкл Дуглас Гріффін | 14 квітня 2005 — 20 січня 2009    | 1377           | Джордж Вокер Буш                                       | [ 18 ] |
| 12 |            | Чарльз Болден        | 17 липня 2009 — 20 січня 2017     | 2744           | Барак Обама                                            | [ 19 ] |
| 13 |            | Джим Брайденстайн    | 23 квітня 2018 — 20 січня 2021    | 1003           | Дональд Трамп                                          | [ 20 ] |
| 14 |            | Білл Нельсон         | 3 травня 2021 — 20 січня 2025     | 1358           | Джо Байден                                             | [ 21 ] |

## Список тимчасових адміністраторів
В таблиці наведено аналогічну інформацію про тимчасових адміністраторів. Якщо особа була і адміністратором, і тимчасовим адміністратором, в таблиці вказано лише загальний час перебування на посаді тимчасового адміністратора.
| №  | Зображення | Ім'я (українською)   | Дати перебування на посаді                                   | Днів на посаді | За президентства             | Прим.  |
| -- | ---------- | -------------------- | ------------------------------------------------------------ | -------------- | ---------------------------- | ------ |
| 1  |            | Г'ю Драйден          | 11 січня 1961 — 14 лютого 1961                               | 24             | Джон Кеннеді                 | [ 22 ] |
| 2  |            | Томас Пейн           | 21 березня 1969 — 15 вересня 1970                            | 164            | Ліндон Джонсон Річард Ніксон | [ 11 ] |
| 3  |            | Джордж Лоу           | 16 вересня 1970 — 26 квітня 1971                             | 222            | Річард Ніксон                | [ 23 ] |
| 4  |            | Алан Лавлейс         | 2 травня 1977 — 20 червня 1977 21 січня 1981 — 10 липня 1981 | 220            | Джиммі Картер Рональд Рейган | [ 24 ] |
| 5  |            | Вільям Грем          | 4 грудня 1985 — 11 травня 1986                               | 158            | Рональд Рейган               | [ 25 ] |
| 6  |            | Дейл Маєрс           | 8 квітня 1989 — 13 травня 1989                               | 35             | Джордж Герберт Вокер Буш     | [ 26 ] |
| 7  |            | Річард Трулі         | 14 травня 1989 — 30 червня 1989                              | 47             | Джордж Герберт Вокер Буш     | [ 15 ] |
| 8  |            | Деніел Малвілл       | 19 листопада 2001 — 21 грудня 2001                           | 32             | Джордж Вокер Буш             | [ 27 ] |
| 9  |            | Фредерік Дрю Грегорі | 11 лютого 2005 — 14 квітня 2005                              | 62             | Джордж Вокер Буш             | [ 28 ] |
| 10 |            | Крістофер Сколіз     | 20 січня 2009 — 17 липня 2009                                | 178            | Барак Обама                  | [ 29 ] |
| 11 |            | Роберт Лайтфут мол.  | 20 січня 2017 — 23 квітня 2018                               | 458            | Дональд Трамп                | [ 30 ] |
| 12 |            | Стів Юрчик           | 20 січня 2021 — 3 травня 2021                                | 103            | Джо Байден                   | [ 31 ] |
| 13 |            | Джанет Петро         | 20 січня 2025 — 5 липня 2025                                 | 166            | Дональд Трамп                | [ 2 ]  |
| 14 |            | Шон Даффі            | з 5 липня 2025                                               | 38             | Дональд Трамп                | [ 32 ] |

## Заміна адміністратора
У разі смерті, подання у відставку або інших причин, що унеможливлюють виконання своїх обов'язків адміністратора та його заступника, роль тимчасово виконуючого обов'язки адміністратора виконує особа з вищого керівництва NASA. У 2009 році Виконавчий офіс Президента США затвердив порядок, згідно з яким тимчасово виконуючим обов'язки адміністратора стають:
- Помічник заступника адміністратора;
- Керівник апарату адміністратора NASA;
- Директор Космічного центру імені Ліндона Джонсона;
- Директор Космічного центру імені Кеннеді;
- Директор Центру космічних польотів імені Маршалла.